# Robert de Bruce (4e lord d'Annandale)
Pour les autres membres de la famille, voir Famille Bruce.
Pour les articles homonymes, voir Robert Bruce et Bruce.
Robert IV de Bruce, dit le Noble (né vers 1195 et mort un 1er avril entre 1226 et 1233 ou même 1245) est un membre de la maison de Bruce qui fut au XIIIe siècle le 4e Lord d'Annandale.

## Biographie
Robert IV de Bruce est le fils de William de Bruce, 3e lord d'Annandale et de Christina ou de Béatrice de Teyden.
Robert IV épouse vers 1219 Isabelle d'Huntingdon, la seconde des filles du prince écossais David de Huntingdon. Son épouse recevra titre de seigneur des châteaux de Writtle et d'Hatfield Broadoak (Essex) en Angleterre à la mort de son frère John le Scot. C'est également cette union qui permettra à son fils ainé cohéritier en 1237 de son oncle John le Scot d'être l'un des prétendants au trône lors de la crise de succession écossaise de 1290.
Robert IV de Bruce meurt à une date indéterminée entre 1226 et 1233, voire 1245, et laisse deux enfants :
- Robert de Bruce 5e lord d'Annandale dit le Compétiteur ;
- Bernard de Bruce.

## Source de la traduction
- (en) Cet article est partiellement ou en totalité issu de l’article de Wikipédia en anglais intitulé « Robert de Brus, 4th Lord of Annandale » (voir la liste des auteurs).